# Kompisar (CD-singel)
Kompisar är en svensk musiksingel med After Shave och Anders Eriksson från 2005.
Text och musik är skriven av Knut Agnred. Innehåller två versioner av låten "Kompisar". En i original och en instrumental. Instrumenten spelas som sig bör av Den ofattbara orkestern, utökad med stråkkvartett bestående av Johanna Fridolfsson, Dieter Schöning, Wiveka Rydén och Lena Bergström.
Kompisar var sedermera extranummer i Krogshowen "Falkes Fondue".